# أشكال البقيات
أشكال البقيات (الاسم العلمي: Cimicomorpha)، تحت رتبة من الحشرات نصفيات الأجنحة. جميع الأعضاء مُكيَّفة لتتغذى على الحيوانات كفرائس أو مضيفين.وتضم أعضاء مثل بق الفراش، وبقيات الخفافيش، وبقيات غتالة، وبقيات القراصنة.